# Vorobyovka (Vorónezh)
Vorobyovka (ruso: Воробьёвка) es un asentamiento rural y pueblo (seló) de Rusia, capital del raión homónimo en la óblast de Vorónezh.
En 2021, el territorio del asentamiento tenía una población de 6308 habitantes, de los cuales 3662 vivían en el propio pueblo y el resto repartidos en tres pedanías: los pueblos de Leshchanoye, Novotoluchéyevo y Rudnia.
Se ubica a medio camino entre las ciudades de Buturlínovka y Kalach. El casco urbano del pueblo está atravesado por el río Toluchéyevka.

## Historia
Fue fundado en 1730 como un asentamiento militar habitado por cosacos. Por su ubicación en un cruce de caminos, fue siempre una localidad más poblada que las de su entorno, con varios miles de habitantes, pero su economía ha sido siempre principalmente agrícola y ganadera. En 1896 se construyó a 5 km una estación de ferrocarril con el nombre del pueblo, en la línea del Ferrocarril del Sureste que une Tálovaya con Kalach. La Unión Soviética le dio el estatus de capital distrital en 1928, cuando se definieron los raiones de la óblast de Chernozem Central.